# Nákří
Nákří (německy Nakersch) je obec ležící v okrese České Budějovice, kraj Jihočeský, v rovinaté, rybníky protkané krajině severozápadním směrem zhruba 11 km od Hluboké nad Vltavou a 22 km od Českých Budějovic. Žije zde 218 obyvatel.

## Historie
První písemná zmínka o vsi (Nakrs) pochází z roku 1357. Po zrušení poddanské příslušnosti k schwarzenberskému panství Hluboká tvořilo Nákří mezi roky 1850 a 1964 samostatnou obec. V období od 14. června 1964 do 23. listopadu 1990 bylo začleněno do obce Dříteň; status obce Nákří znovu získalo ke dni 24. listopadu 1990.
| Rok            | 1869 | 1880 | 1890 | 1900 | 1910 | 1921 | 1930 | 1950 | 1961 | 1970 | 1980 | 1991 | 2001 |
| -------------- | ---- | ---- | ---- | ---- | ---- | ---- | ---- | ---- | ---- | ---- | ---- | ---- | ---- |
| Počet obyvatel | 300  | 338  | 337  | 315  | 347  | 374  | 371  | 341  | 332  | 300  | 246  | 204  | 201  |
| Počet domů     | 41   | 44   | 46   | 50   | 58   | 61   | 70   | 79   | 74   | 73   | 72   | 72   | 84   |

## Kulturní památky
- Farní kostel sv. Petra a Pavla, stojí, obklopen nevelkým hřbitovem, v jádru jihovýchodní části obce. Připomíná se jako farní roku 1357, později byl filiálním kostelem k Zahájí, od roku 1773 zde byla expozitura, v roce 1813 obnovena farnost, která trvá dodnes; kromě Nákří k ní příslušejí vsi Česká Lhota, Dívčice, Dubenec, Libív, Velice a Zbudov. V jádru gotický kostel je jednolodní (15,65 × 7,65 m) stavbou s pravoúhlým presbytářem (4,85 × 4,90 m) a sakristií v jeho ose, západnímu průčelí je představěna hranolová věž. Kostel byl upravován v 15. století, v letech 1719 až 1720 (stavba věže podle projektu Pavla Ignáce Bayera) a naposledy restaurován a rozšířen roku 1897.
- Fara, (barokní budova z 18. století) a přilehlý areál.[6]

## Přírodní prostředí
- V katastrálním území Nákří je ptačí oblast Českobudějovické rybníky.[7]
- Rybník Velké Nákří (rozloha 42,49 ha) je jižně od obce. Ostrovy na něm jsou významné útočiště hus velkých a jiného vodního ptactva, jako na jediném místě v Česku zde pravidelně hnízdí několik párů kolpíka bílého (Platalea leucorodia).
- Jihovýchodně odtud se směrem k Mydlovarům v prostoru někdejší povrchové těžby lignitu prostírají odkaliště bývalé chemické zpracovny uranových rud MAPE.

## Galerie

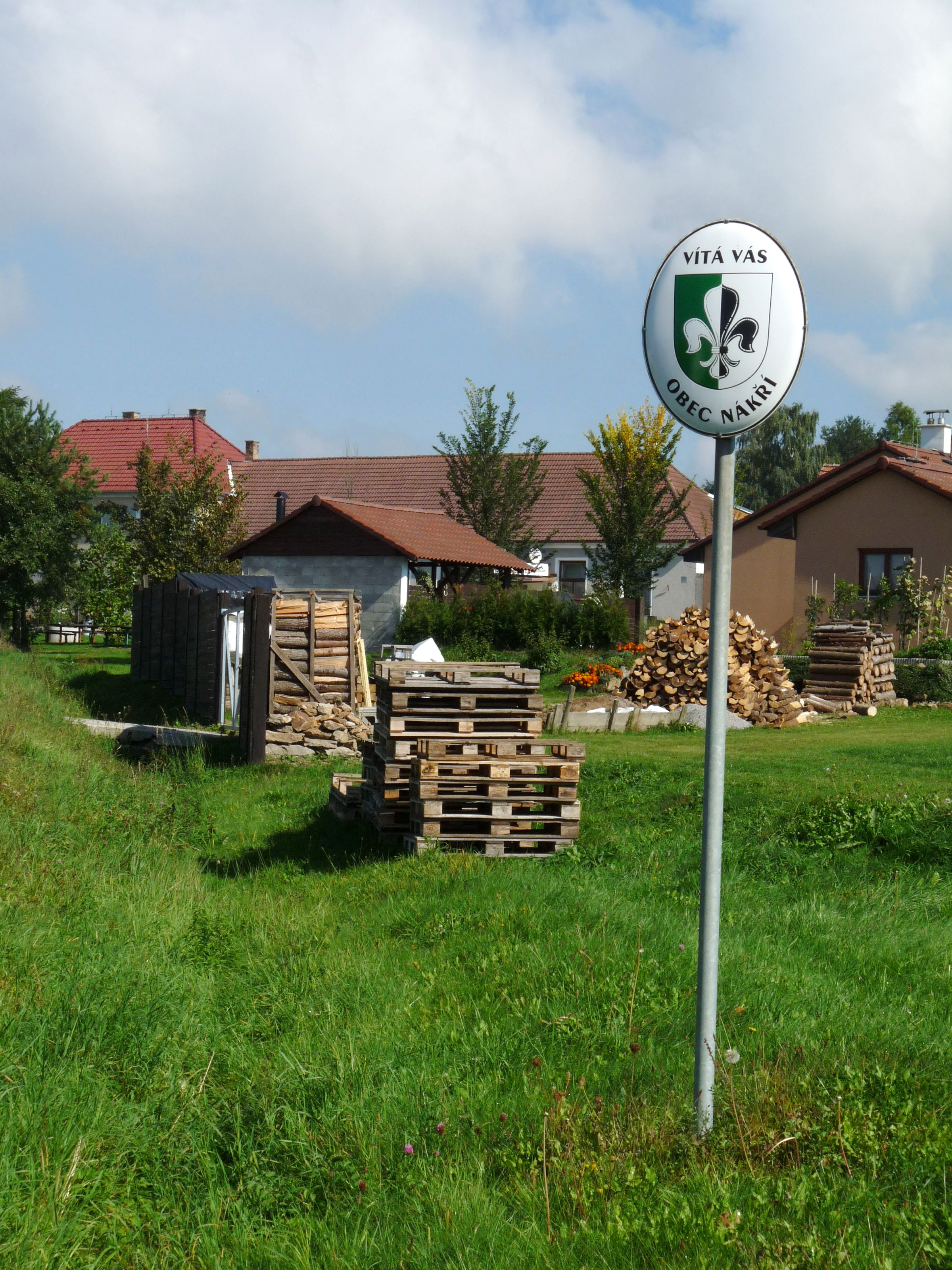
Začátek obce
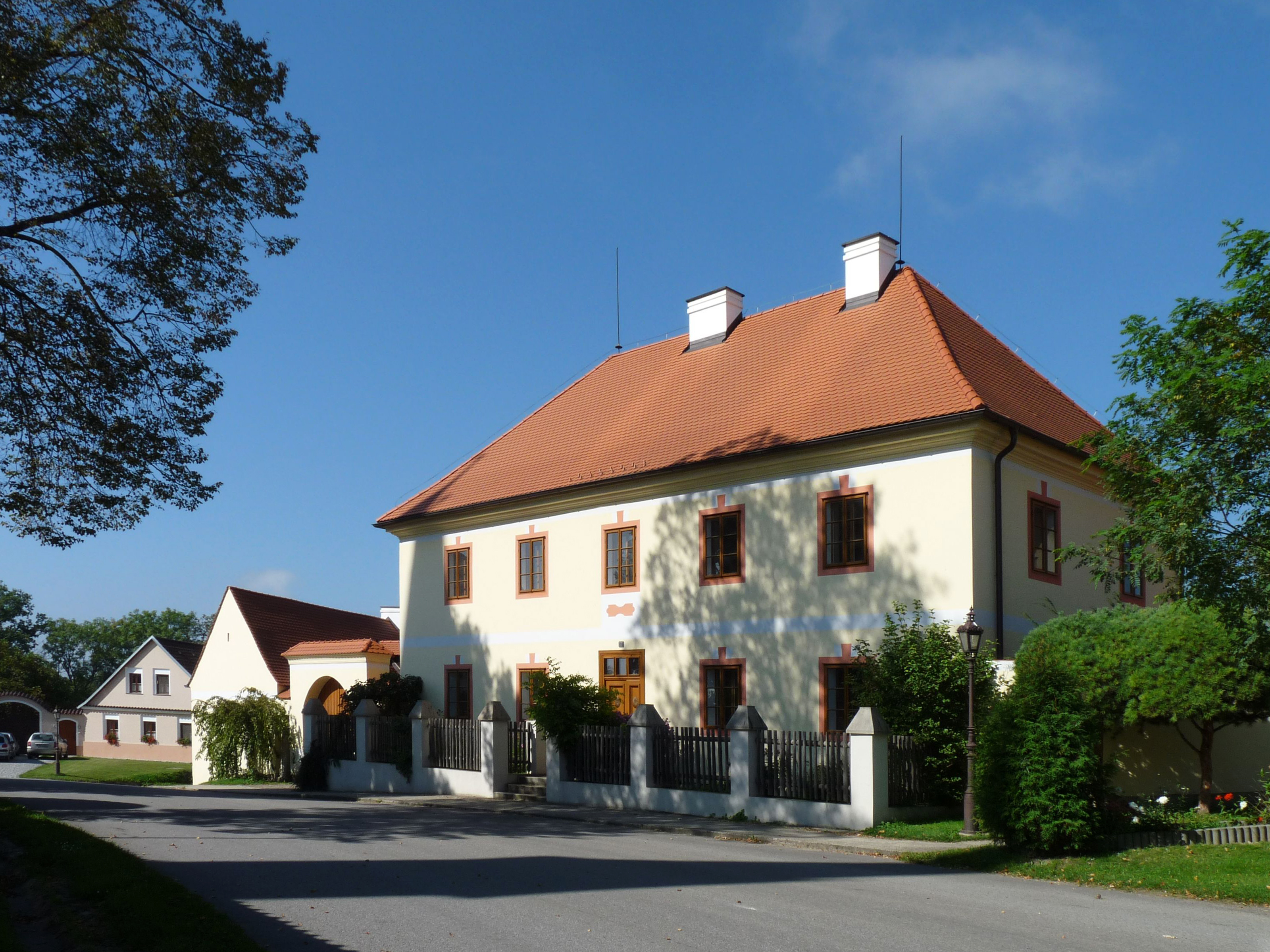
Fara
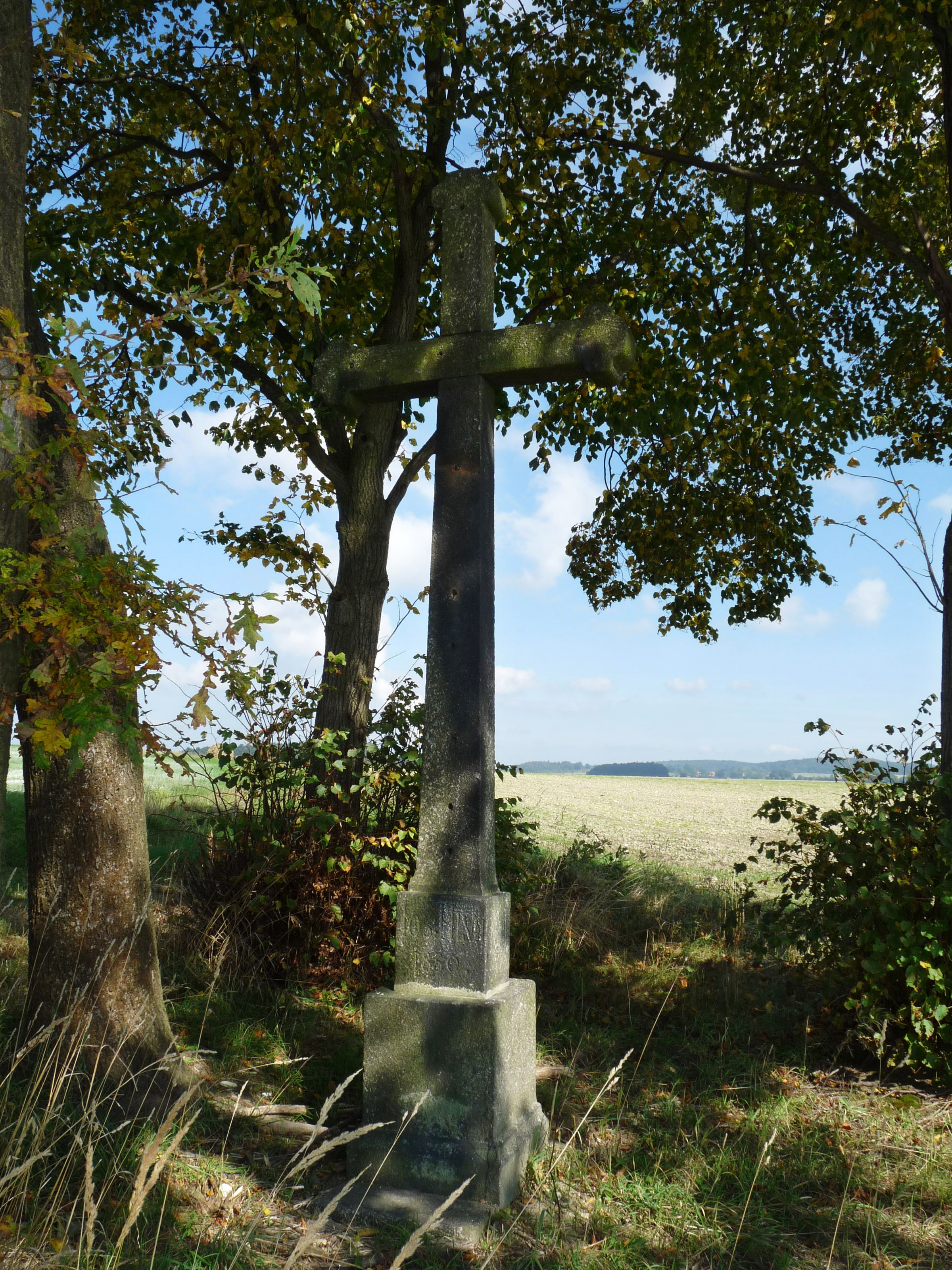
Křížek
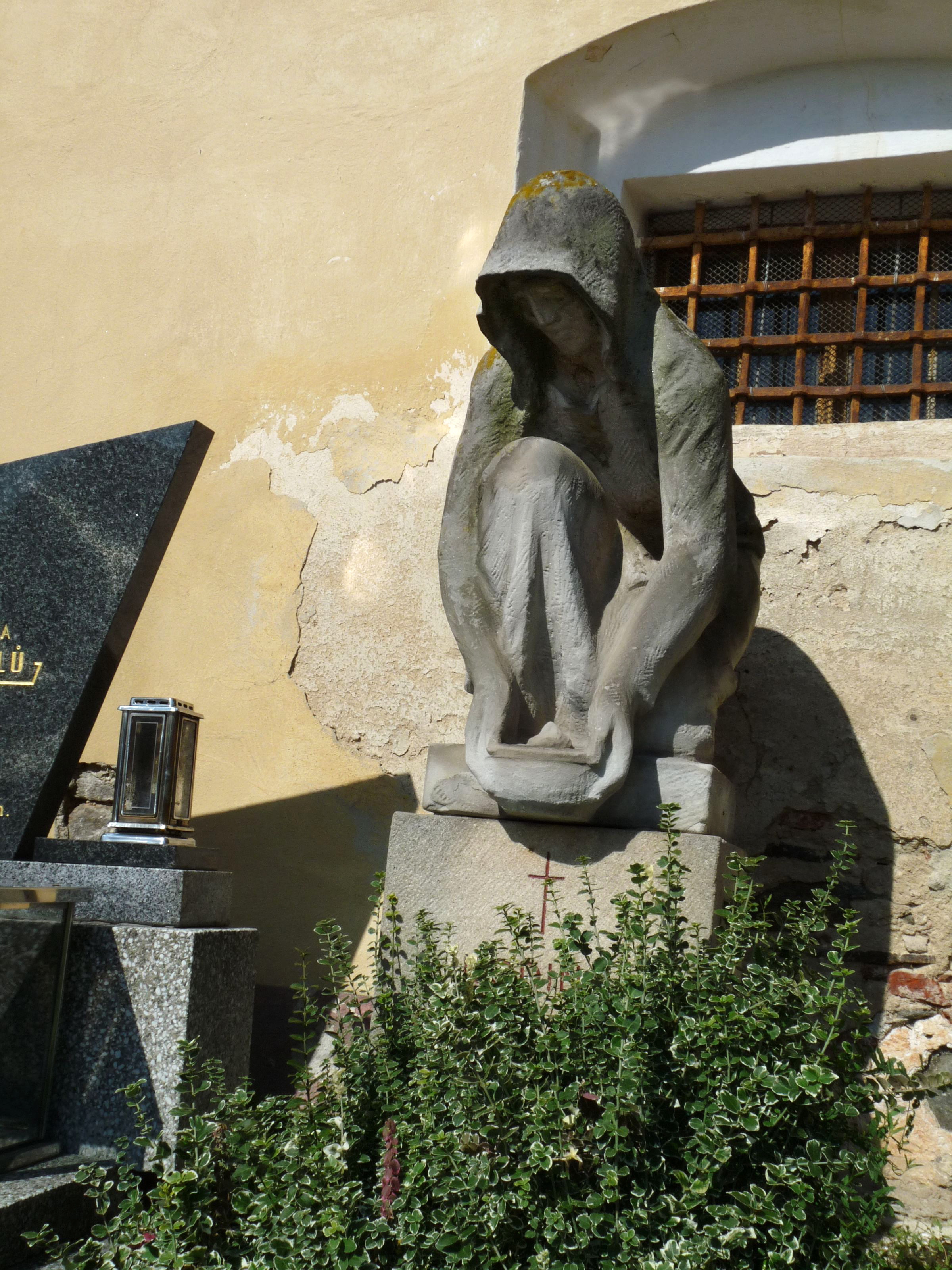
Hřbitov
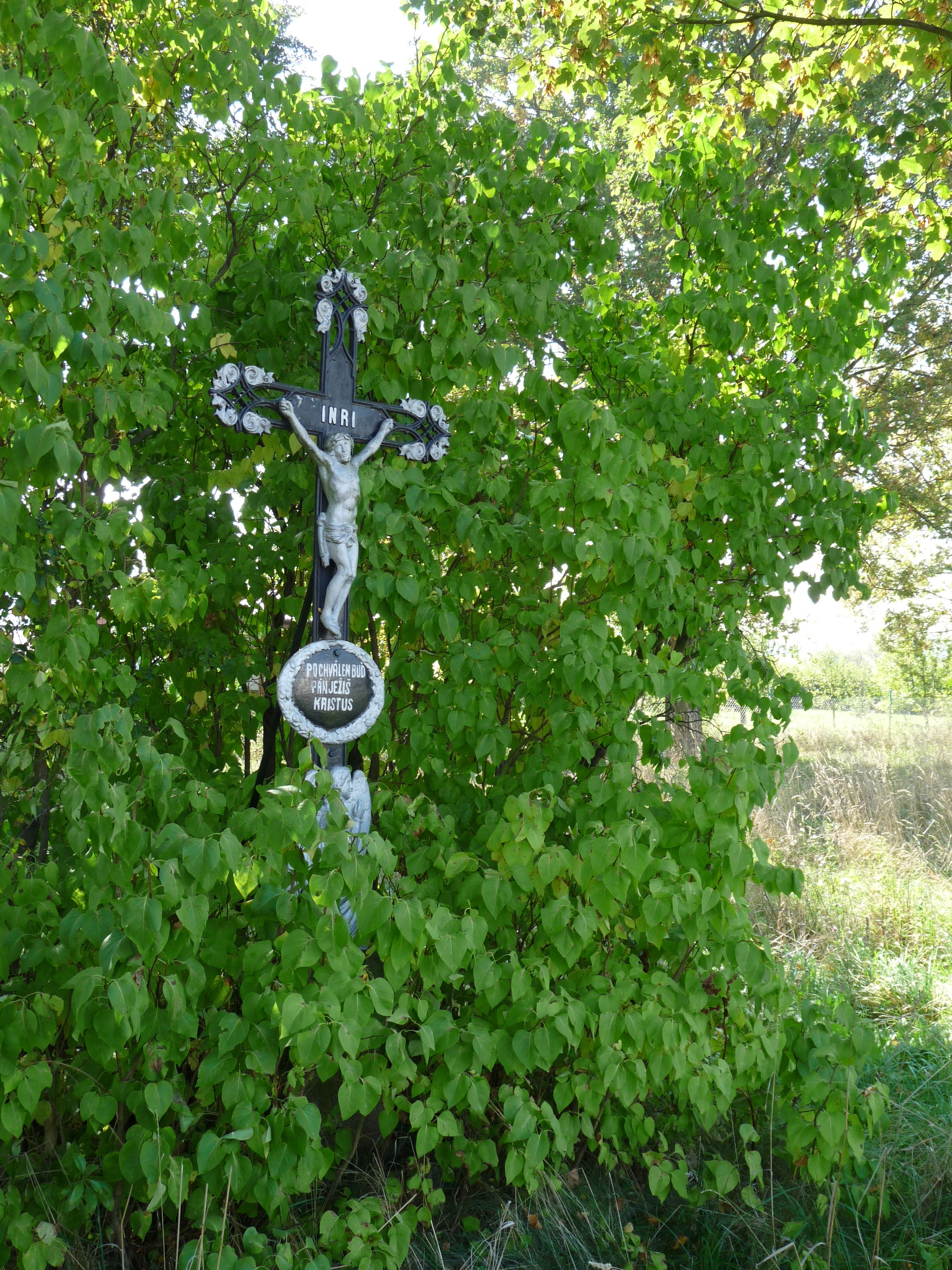
Křížek č.2